# 광민감도
광민감도(光敏感度, 영어: photosensitivity)는 물체가 광자, 특히 가시광선을 받을 때 반응하는 양이다. 광선민감도(光線敏感度), 감광성(感光性)이라고도 한다. 의학에서는 이 용어를 주로 피부의 이상반응에 사용하며, 광알레르기와 광독성의 두 가지 유형으로 구분한다. 포유류 눈의 광민감성 신경절 세포는 시각에서 기능하는 광수용기 세포와는 별개의 빛 감지 세포 부류이다.

## 같이 보기
- 광피부염
- 광독성
- 내재적 광민감성 망막 신경절 세포